# Rapejar
Rapejar és una forma musical d'execució vocal que incorpora "ritme, manera de parlar rítmica i llengua de carrer". Es realitza o es canta de diverses maneres, generalment amb un ritme de fons o acompanyament musical.
Els elements que formen part del rap inclouen el "contingut" (allò que s'està dient), "flux" (ritme, rima), i "lliurement" (cadència, to). El rap es diferencia de la paraula poètica parlada perquè el rap acostuma a sonar amb una pista instrumental. Sovint van associats, i és evident que el rap és un ingredient principal de la música rap, però els orígens del fenomen van predir la cultura hip-hop. El primer precursor del rap modern és la tradició griot de l'Àfrica Occidental, en la qual "historiadors orals", o "cantants d'elogis", difonien tradicions orals i genealogies, o utilitzaven les seves tècniques retòriques per les xafarderies o per "elogiar o criticar individus". Les tradicions de griot es connecten amb el rap al llarg d'un llinatge que procedeix de la reverència verbal negra que es remunta a les antigues pràctiques egípcies, a través de James Brown interactuant amb la multitud i la banda entre cançons, amb les trombosis verbals ràpids i els poemes palpitants de Muhammad Ali (boxador) recollits a Els últims poetes. Per tant, les lletres i la música del rap formen part del "contínuum retòric negre", i pretenen reutilitzar elements de les tradicions passades, tot estenent-los a través d'un "ús creatiu del llenguatge i els estils i les estratègies retòriques". La persona que va originar l'estil "lliurant rimes sobre música extensa", el que es coneixeria com a rap, va ser Anthony DJ Hollywood Holloway de Harlem, Nova York.
Normalment, el rap segueix un ritme, generalment proporcionat per un DJ, turntablism, beatboxing, o a cappella sense acompanyament. Estilísticament, el rap està entre el discurs, la prosa, la poesia i el cant. La paraula, que precedeix la forma musical, originalment busca argumentar una posició i s'utilitza per descriure amb una parla ràpida o repetida. La paraula havia estat usada en anglès britànic des del segle xvi. El terme s'utilitzava en el dialecte afroamericà de l'anglès a la dècada de 1960 amb el significat de "conversar", i molt aviat després en el seu ús actual com a terme que denota l'estil musical. Avui, el terme rap està tan relacionat amb la música hip-hop que molts escriptors utilitzen els termes de manera indistinta.